# (2422) Perovskaya
(2422) Perovskaya (1968 HK1) – planetoida z pasa głównego asteroid okrążająca Słońce w ciągu 3,56 lat w średniej odległości 2,33 au. Odkryta 28 kwietnia 1968 roku.